# Губанов, Иван Петрович
Иван Петрович Губанов (22 августа 1905, Подгорное, Воронежская губерния — 29 декабря 1978, Борисоглебск, Воронежская область) — участник Великой Отечественной войны, Герой Советского Союза.

## Биография
Родился в деревне Подгорное (ныне Новохопёрский район Воронежской области) в крестьянской семье. Образование три класса сельской школы. С 1927 по 1930 год проходил срочную службу в РККА. После демобилизации работал в колхозе.
Мобилизован в сентябре 1941 года; работал на строительстве оборонительных сооружений. С января 1942 — на фронтах Великой Отечественной войны, сражался под Орлом и Мценском, под Луганском и на Северном Кавказе. В 1943 году в составе десанта высажен на Керченский полуостров. Будучи стрелком 694-го стрелкового полка (383-я стрелковая дивизия, 56-я армия, Северо-Кавказский фронт), 12 ноября 1943 года отличился в бою юго-восточнее села Аджи-Мушкай. Возглавив оборону высоты, вместе с автоматчиками в коротком бою уничтожил свыше 100 гитлеровцев. Несмотря на ранение, остался в строю.
За мужество, проявленное в десанте, 16 мая 1944 года указом Президиума Верховного Совета СССР Ивану Губанову было присвоено звание Героя Советского Союза.
Демобилизован в 1944 году. Жил и работал в Борисоглебске Воронежской области.

## Награды
- медаль «За отвагу» (15 ноября 1943)[4]
- медаль «Золотая Звезда» Героя Советского Союза (16 мая 1944)
- орден Ленина (16 мая 1944).

## Память
- Мемориальная доска в Борисоглебске.
- Имя И. П. Губанова носит улица в селе Подгорное Новохопёрского района.
- Бюст в Новохопёрске (1998)[1].